# 玛格丽特 (阿拉巴马州)
玛格丽特（英文：Margaret），是美国阿拉巴马州下属的一座城市。面积约为9.82平方英里（约合25.44平方公里）。根据2010年美国人口普查，该市有人口4,428人，人口密度为450.87/平方英里（约合174.06/平方公里）。